# Pseudomicrocara anthophilia
Pseudomicrocara anthophilia es una especie de coleóptero de la familia Scirtidae.

## Distribución geográfica
Habita en Victoria (Australia).